# دهستان چاه مسافر
دهستان چاه مسافر، یکی از دهستان‌های بخش کوه یخاب شهرستان عشق‌آباد در استان خراسان جنوبی ایران است. مرکز این دهستان، روستای چاه مسافر است.

## جمعیت
بر پایه سرشماری عمومی نفوس و مسکن در سال ۱۳۹۵، جمعیت دهستان چاه مسافر برابر با ۴۷۴ نفر بوده است.